# Boscos de pluja de les terres baixes de Sri Lanka
Els boscos tropicals de la terra baixa de Sri Lanka representen les selves tropicals de Sri Lanka per sota dels 1.000 m d'altitud a la part sud-oest de l'illa. El clima càlid i humit durant tot l'any i l'aïllament de milers d'anys de l'Índia continental han donat lloc a l'evolució de nombroses plantes i espècies animals que només es poden trobar a les selves tropicals de Sri Lanka. El gruixut dosser del bosc es compon de més de 150 espècies d'arbres, una de les capes emergents arribant fins als 45 m. Les selves tropicals de la terra baixa representen el 2,14 per cent de la superfície terrestre de Sri Lanka. Aquesta ecoregió és la llar de la musaranya de Sri Lanka, un petit mamífer endèmic de Sri Lanka. Sri Lanka té la densitat més alta d'espècies d'amfibis a tot el món. Moltes d'aquestes, incloses 250 espècies de granotes d'arbres, viuen en aquests boscos tropicals.

## Coberta forestal
Les selves tropicals de la terra baixa cobreixen 124.341 ha i representen el 2,14 per cent de la superfície terrestre de Sri Lanka.Els boscos humits monsons reben 2.500–1.800 mm de pluja anual i se situen entre els 1.000 metres d'altitud. Kanneliya, Viharakele, Nakiyadeniya i Sinharaja, que és patrimoni de la humanitat, són els boscos que representen aquesta ecoregió. Bambarabotuwa, Morapitiya Runakanda, Gilimale i Eratne són algunes de les altres reserves forestals. Fins i tot les precipitacions durant tot l'any i la temperatura invariable van donar lloc a una rica biodiversitat. Aquests boscos també actuen com a important zona de captació de rius.

## Història geològica
Sri Lanka és una illa continental, separada del continent asiàtic només pel poc profund estret de Palk. Sri Lanka va formar part de Gondwana fins al període Cretaci. A continuació, com a part de la placa índia, es va separar i es va desviar cap al nord. La placa índia va xocar amb la part continental asiàtica uns 55 milions d'anys després. Per tant, hi ha molts grups taxonòmics antics de Gondwana presents a Sri Lanka. Sri Lanka es va separar per primera vegada del subcontinent indi continental durant el final del període del Miocè. A causa dels canvis climàtics, va aparèixer una regió intermitentment més seca entre els boscos humits del sud-oest de Sri Lanka i els Ghats occidentals de l'Índia, els altres boscos humits més propers. [3] Tot i que l'illa ha estat connectada repetidament amb terra ferma per ponts terrestres des de la separació inicial, els boscos humits de Sri Lanka i la seva biota adaptada al bosc humit s'han identificat com a aïllats ecològicament.

## Característiques
L'ecoregió envolta parcialment el massís central, que arriba a sobre dels 2.500 m i separa la serralada de Knuckles. Aquestes muntanyes estan representades per la seva pròpia ecoregió, els boscos plujosos de Sri Lanka. El tipus de sòl de l'ecoregió és el sòl podzòlic de color groc vermell. L'ampli monsó sud-oest de maig a setembre aporta més de 5.000 mm de pluja a l'ecoregió. La temperatura es manté constantment entre els 27-30 ° C durant tot l'any. A causa de la proximitat a l'oceà Índic, les temperatures diàries es veuen alleujades. La humitat relativa oscil·la entre el 75% i el 85%.

## Flora
La vegetació de la regió es determina principalment pel clima, contribuint secundàriament la topografia i les condicions edàfiques. Dues comunitats florals dominen als boscos tropicals de les terres baixes de Sri Lanka: la comunitat dominada pels dipterocarpus (cingalés "Hora") i la comunitat mesua-shorea (cingalés "Na-Doona"). La comunitat Dipterocarpus comprèn Dipterocarpus zeylanicus, Dipterocarpus hispidus, Vitex altissima, Chaetocarpus castanocarpus, Dillenia retusa, Dillenia triquetra, Myristica dactyloides i Semecarpus gardneri. La comunitat Mesua-Shorea està formada per Anisophyllea cinnamomoides, Cullenia rosayroana, Mesua ferrea (l'arbre nacional de Sri Lanka), Mesua nagassarium, Myristica dactyloides, Palaquium petiolare, Shorea affinis, Shorea congestiflora, Shorea disticha, Shorea megistophylla, Shorea meristifolia Syzygium rubicundum i una subcapa de Chaetocarpus castanocarpus, Garcinia hermonii, Syzygium neesianum i Xylopia championi. Els boscos verges d'aquesta ecoregió tenen quatre estrats, una marquesina principal de 30 a 40 m), una sub-estrat a 15-30 m, un estrat baix de 5 a 15 m i una capa arbustiva escassa. Els arbres de la capa emergent arriben per sobre de la marquesina principal fins als 45 m.
Els boscos de pantans situats més a prop de les costes són una zona habitable diferent de l'ecoregió. Els manglars del marge de les costes és dominat pels gèneres Avicennia-Rhizophora-Sonneratia.

## Biodiversitat
Gairebé tota la flora i fauna endèmiques de Sri Lanka es limiten a les selves tropicals del sud-oest. A causa del clima càlid i humit i del llarg aïllament físic, les espècies adoptades pel bosc humit han promogut un alt grau d'endemisme i especialització. Més del 60 per cent de les 306 espècies d'arbres endèmics de Sri Lanka estan restringides a aquesta ecoregió. Unes 61 espècies més es comparteixen amb els boscos de muntanya i els boscos secs. La família dels arbres dominants als boscos tropicals asiàtics, la família Dipterocarpaceae presenta una endèmica especial. Totes les espècies d'una de les 58 espècies de la família Dipterocarpaceae només es poden trobar en aquests boscos tropicals, inclosos dos gèneres endèmics, Shorea i Stemonoporus. Anoectochilus setaceus o Wanaraja (cingalès "rei del bosc"), una orquídia endèmica, només es troba en boscos no pertorbats d'aquesta ecoregió. Diverses espècies vegetals mostren una distribució molt localitzada. Els boscos de les terres baixes i sub-montans són els més rics en quant a flora de Sri Lanka i de tot el sud d'Àsia.

## Fauna

### Mamífers
Sri Lanka no té suficient superfície de la zona terrestre per donar suport a grans animals. Tot i que s'han trobat registres fòssils de formes ancestrals de rinoceronts, hipopòtams i lleons. Malgrat el reduït nombre d'espècies, aquesta ecoregió és la llar de diversos mamífers gairebé endèmics, incloent-hi una estricta espècie endèmica, la puntera de la jungla. Les dues musaranyes endèmiques, la musaranya asiàtica de terra alta i la musaranya de la selva es classifiquen com vulnerables i en perill, respectivament. El lleopard de Sri Lanka, el carnívor més gran de l'illa, està identificat com a amenaçat. Els elefants asiàtics viuen en nombroses zones en aquests boscos tropicals i figuren en perill d'extinció. A diferència dels boscos de zona seca, on viuen en gran quantitat, la població d'elefants d'aquesta ecoregió es troba amb pèrdua i fragmentació d'hàbitat. Alguns dels altres mamífers que habiten en aquesta ecoregió són la llebre índia, el gat pescador i el gat rovellat.

### Ocells
Aquesta ecoregió es troba completament dins de la zona d'ocells endèmics de Sri Lanka. De les setze espècies d'aus classificades com a gairebé endèmiques, dues espècies, el cucal de Sri Lanka i el picaflors de Sri Lanka (Dicaeum vincens) són indígenes. El cucal de Sri Lanka i la griva xiuladora de Sri Lanka (Myophonus blighi) es mostren com amenaçats. Les altres espècies amenaçades són el xerraire capgrís (Argya o Garrulax cinereifrons), el malcoha cara-rogenc i la griva daurada.

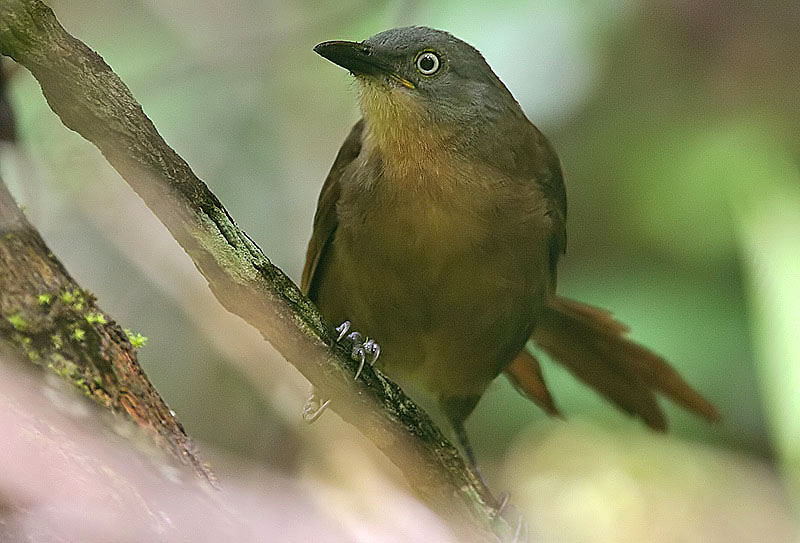
Garrulax cinereifrons, espècie amenaçada, fotografiada al sud-oest de Sri Lanka, al bosc plujós de Sinharaja.

### Rèptils, peixos i amfibis
La fauna de rèptils de Sri Lanka inclou 204 espècies amb 114 espècies endèmiques. Altres 17 tàxons són endèmics a nivell de subespècies. El cocodril i la sargantana del bosc sense espina figuren en perill d'extinció juntament amb vuit espècies de peixos d'aigua dolça. Sri Lanka té la densitat més alta d'espècies d'amfibis a tot el món (3,9 espècies per cada 1.000 quilòmetres quadrats). Aquests inclouen 250 espècies de granotes que pertanyen a la família Rhacophoridae. Moltes d'aquestes espècies només tenen distribucions limitades, sovint a menys de 0,5 km². També s'encaren aquestes aquestes espècies amb les amenaces de fragmentació i pèrdua d'hàbitat.